# Resolució 2283 del Consell de Seguretat de les Nacions Unides
La Resolució 2283 del Consell de Seguretat de les Nacions Unides fou adoptada per unanimitat el 28 d'abril de 2016. El Consell va acordar aixecar les sancions contra Costa d'Ivori imposades en 2004 i 2011.

## Contingut
El Consell havia observat un gran progrés en l'estabilització de Costa d'Ivori. Això incloïa el desarmament i la reintegració dels combatents, la reforma de l'exèrcit i la policia, la reconciliació nacional i la lluita contra la impunitat. També es van celebrar eleccions presidencials a l'octubre de 2015. Les armes es gestionen millor, i el comerç il·lícit dels recursos naturals està millor controlat.
Costa d'Ivori mateix va indicar que era partidària d'aixecar les sancions contra el país. El Consell de Seguretat va decidir rescindir l'embargament d'armes, les sancions financeres i les prohibicions de viatge imposades a les resolucions 1572 (2004), 1975 (2011) i 2219 (2015) amb efectes immediats. En conseqüència, també es va abolir la comissió i el grup d'experts que supervisaven aquestes sancions.